# Сидол
Сидол (словен. Sidol) — поселення в общині Камник, Осреднєсловенський регіон, Словенія. Висота над рівнем моря: 535,6 м.